# Pyrocoelia oshimana
Pyrocoelia oshimana là một loài bọ cánh cứng trong họ Đom đóm (Lampyridae). Loài này được Nakane miêu tả khoa học năm 1985.